# Sonia Pierre
Solange Pierre (Villa Altagracia, 4 de juliol de 1963–Villa Altagracia, 4 de desembre de 2011), coneguda com a Sonia Pierre, va ser una advocada i defensora dels drets humans a la República Dominicana que va treballar per erradicar l'antihaitianisme, la discriminació contra les persones d'origen haitià nascudes a Haití o a la República Dominicana. Per aquesta tasca, va guanyar el premi Robert F. Kennedy de Drets Humans.

## Biografia
Pierre va néixer a Villa Altagracia, San Cristóbal, República Dominicana, filla entre dotze germans de pares haitians que havien entrat en territori dominicà de manera il·legal. Es va criar en un batey de treballadors immigrants haitians. El seu certificat de naixement mostra el seu nom com Solain Pie, segons va dir ella mateixa "resultat d'un error d'un empleat del govern". La seva nacionalitat va ser qüestionada per alguns per considerar que el seu certificat de naixement era fals, l'estat de residència dels seus pares haitians i la manca de documentació haitiana.
Als 13 anys, va organitzar una protesta de cinc dies pels treballadors de la canya de sucre en un dels bateys del país, cosa que va conduir al seu arrest. No obstant això, la protesta va atreure la suficient atenció pública posant de manifest les demandes dels treballadors, i donant a conèixer les necessitats dels seus habitatges i de disposar de millors eines i augments de sou.

## Carrera
Va fundar i treballar com a presidenta de l'organització no governamental Movimiento de Mujeres Dominico-Haitianas (MUDHA), una organització destinada a sensibilitzar l'opinió pública dominicana i internacional sobre el destí injust i les condicions inhumanes reservades als membres de la comunitat d'Haití que viuen a la República Dominicana. El 2005, Pierre va presentar a la Cort Interamericana de Drets Humans el cas de dos nens haitians ètnics a qui se'ls havia negat certificats de naixement dominicans. Anomenat "Yean i Bosico Vs República Dominicana", el cas "va confirmar que les lleis sobre els drets humans prohibeixen la discriminació ètnica en l'accés a la nacionalitat i la ciutadania". El tribunal també va ordenar que el govern dominicà estengués els certificats de naixement.
No obstant això, la Suprema Cort de Justícia de la República Dominicana va resoldre més tard que "els treballadors haitians eren considerats" en trànsit, "i que els seus fills, per tant, no tenien dret a la ciutadania".

## Premis i honors
Pel seu treball, Pierre va guanyar el Premi Robert F. Kennedy de Drets Humans del 2006 pel senador dels EUA Ted Kennedy, però no en nom del Congrés dels Estats Units, que va dir d'ella que "amb certesa, puc afirmar que Sonia és un dels éssers humans més abnegats, valents i compassius de la meva generació.".
Pierre també va ser distingida amb el guardó pels Drets Humans 2003 Ginetta Sagan Fund Award d'Amnistia Internacional, i ella junt amb MUDHA van ser nominades per al Premi UNESCO d'Educació per als Drets Humans el 2002. El 2010 fou guardonada pel Departament d'Estat dels Estats Units amb el Premi Internacional Dona Coratge.